# 존 헌터
존 헌터(John Hunter, 1728년 2월 13일 – 1793년 10월 16일)은 영국의 외과의사였으며 당시 가장 뛰어난 과학자이자 외과의사 중 한 명이었다. 존은 의학의 주의 깊은 관찰과 과학적 방법을 초기에 옹호한 사람이었다. 그는 천연두 백신의 선구자인 에드워드 제너의 교사이자 협력자였다. 그는 훔친 찰스 번의 시신을 위해 돈을 지불했고, 고인의 명백한 소원에 반하여 그것을 연구하고 전시하기 위해 계속했다. 그의 아내 앤 헌터는 시인이었는데, 그의 시들 중 일부는 요제프 하이든에 의해 음악이 배경이 되었다.
존은 1748년부터 런던 중심부에 있는 윌리엄의 해부학 학교에서 형 윌리엄의 해부를 도와 해부학을 배웠고, 곧 해부학 전문가가 되었다. 그는 육군 외과의사로 몇 년을 보냈고, 치과의사 제임스 스펜스와 함께 치아 이식을 수행했으며, 1764년에 런던에 자신만의 해부학 학교를 세웠다. 그는 해부학 표본으로 준비한 골격과 기타 장기를 가진 살아있는 동물 모형들을 만들었고, 결국 3,000마리 이상의 동물을 포함하여 인간과 다른 척추동물의 해부학을 보여주는 거의 14,000개의 준비물을 모았다.
헌터는 1767년 왕립학회의 회원이 되었고, 1787년에는 미국 철학 학회에 선출되었다. 런던 헌터 협회는 그를 기리기 위해 이름이 지어졌고, 왕립 외과 대학의 헌터리안 박물관은 그의 이름과 해부학적 표본 수집품을 보존하고 있다. 계속되는 시위에도 불구하고 여전히 불법적으로 조달된 찰스 번의 시신을 포함하고 있다.